# Јелоосвећење
Јелоосвећење или Јелеосвећење је једна од седам Светих Тајни у Црквеном богослужењу. Болесник се помазује претходно посебно припремљеним јелејем (уљем), и призива се благодат Божија која исцељује душевне и телесне немоћи.
Света Тајна Јелеосвећења у Цркви је установљена на основу речи светог апостола Јакова: „Болује ли ко међу вама? Нека дозове презвитере црквене, и нека се моле над њим, помазавши га уљем у име Господње. И молитва вере ће спасити болесника, и подигнуће га Господ; и ако је грехе учинио, опростиће му се“ (Јак. 5, 1415), као и због речи Исуса Христа из Јеванђеља по Матеју упућених Његовим ученицима када их је послао на проповед: „Болесне исцељујте, губаве чистите...“(Мт. 10, 8). По Црквеном предању Света Тајна Јелеосвећења над болесницима обављана још од првих векова нове епохе.
Света тајна јелеосвећења састоји се из молитава свештеника и помазивања болесника освећеним уљем, кроз које делује Божија благодат за оздрављење болесника. Под болешћу се подразумева обољење душе или тела.
Света тајна јелеосвећења врши се, не само над тешким болесницима и онима који умиру, него се ова чудотворна Света тајна врши и над онима који су лакше болесни. За ову Свету Тајну болесник се припрема покајањем и исповешћу својих грехова, а после или пре Јелеосвећења се причешћује.

## Понављање свете тајне
Света тајна јелеосвећења може се понављати више пута.  По потреби и више пута годишње. На њој могу учествовати сви верници, а освештано уље и брашно може користити сваки православно крштен и миропомазан верник.
Сви верни који учествују у Светој тајни јелеосвећења могу донети спискове укућана и сродника које предају свештенику, а своје уље и брашно  стављају испод стола на коме се налази Свето Јеванђеље, као и брашно и јелеј који користе свештеници за помазивање болесника у току Свете тајне.
Остатак освештаног уља употребљава се стављањем неколико капи у јело, а ако је потребно и може се помазивати оболели део тела.